# Trichoniscus demivirgo
Trichoniscus demivirgo là một loài chân đều trong họ Trichoniscidae. Loài này được Blake miêu tả khoa học năm 1931.